# Karel Marinus Giltay
Karel Marinus Giltay (Rotterdam, 17 maart 1811 – Wageningen, 15 september 1891) was een Nederlandse arts. Hij was, onder andere in het Bataafsch Genootschap der Proefondervindelijke Wijsbegeerte, actief als popularisator der natuurwetenschappen.

## Biografie
Karel Marinus Giltay werd geboren te Rotterdam op 17 maart 1811. Zijn ouders waren Maria Johanna van Pesch en Karel Johannes Giltay.
Hij was gedurende een jaar leerling aan de klinische school te Rotterdam. Daarna studeerde hij geneeskunde in Leiden, van  sept. 1830 tot 1834, waar hij op 10 mei 1834 promoveerde. Vervolgens vestigde hij zich als arts te Rotterdam.
In 1847 trouwde hij met Dorothea Johanna Cornelia Kerkhoven (1824-1870). Ze kregen zes kinderen.
In 1877 trouwde hij opnieuw, met Adriana Louisa Hool (1855-1931).
Karel Marinus Giltay overleed te Wageningen  op 15 september 1891.
Giltay was in 1849 betrokken bij de oprichting van de Nederlandsche Maatschappij tot bevordering der Geneeskunst en in 1856 bij de uitgave van het Nederlandsch Tijdschrift voor Geneeskunde. Aan dat tijdschrift leverde hij verschillende bijdragen.
Giltay hield zich, behalve met medische activiteiten en publicaties, ook bezig met de natuurwetenschappen. In 1843 was hij al lid van het Bataafsch Genootschap geworden.
Hij trad dertig jaar lang op als "lector" van het Genootschap en ook enige tijd "directeur".
Bekend is het bezoek dat hij bracht aan Louis Pasteur.